# Sam Esmail
Sam Esmail (né le 17 septembre 1977) est un scénariste, réalisateur et producteur américain.

## Biographie
Sam Esmail est né à Hoboken, dans le New Jersey. Il est d'origine égyptienne. 
Durant ses études à l'université de New York, il est mis en probation académique à la suite d'un incident qui a lieu au sein de son laboratoire informatique. Après être diplômé de l'université Tisch School of the Arts, il obtient une maîtrise en Beaux Arts au Conservatoire AFI.

### Vie privée
En août 2015, il se fiance à l'actrice Emmy Rossum après deux ans de vie commune. Ils se marient le 29 mai 2017. Ils sont devenus parents d'une fille née le 24 mai 2021 et d'un garçon né le 5 avril 2023.

## Carrière
En 2008, il écrit un premier scénario pour un long métrage, Sequels, Remakes & Adaptations. Celui-ci figure alors dans la Black List, un sondage annuel qui recense les scénarios les plus appréciés, mais pas encore produits par un studio.
En 2014, son premier film Comet est diffusé sur IFC.
Il est le créateur, le producteur exécutif et le principal scénariste et réalisateur de la série télévisée techno-thriller Mr. Robot, diffusée sur USA Network depuis le 24 juin 2015. Il envisageait initialement d'en faire un long métrage,. La série s'achève en 2019, après quatre saisons.
En 2018, il crée, écrit et produit la série Homecoming.

## Filmographie

### Cinéma

#### Réalisateur et scénariste
- 2004 : Deep Down In Florida (court métrage)
- 2014 : Comet (long métrage)
- 2023 : Le Monde après nous (Leave the World Behind) (long métrage)

#### Scénariste
- 2014 : Mockingbird de Bryan Bertino (long métrage)

#### Producteur exécutif
- 2002 : The Lobo Paramilitary Christmas Special (court métrage)
- 2016 : Risk (documentaire)
- 2016 : The Careful Massacre of the Bourgeoisie (court métrage)

### Télévision

#### Réalisateur et scénariste
- 2015 - 2019 : Mr. Robot (45 épisodes)
- 2018 - 2020 : Homecoming (10 épisodes)

#### Scénariste
- 2022 : The Resort

#### Producteur
- 2015 - 2019 : Mr. Robot (45 épisodes)
- 2018 - 2020 : Homecoming (17 épisodes)
- 2019 - 2020 : Briarpatch (10 épisodes)
- 2022 : Gaslit (8 épisodes)
- 2022 : Angelyne (22 épisodes)
- 2022 : The Resort (6 épisodes)